# Amerila sanguinota
Amerila sanguinota är en fjärilsart som beskrevs av Embrik Strand 1911. Amerila sanguinota ingår i släktet Amerila och familjen björnspinnare. Inga underarter finns listade i Catalogue of Life.